# Antirhea tenuiflora
Antirhea tenuiflora là một loài thực vật có hoa trong họ Thiến thảo. Loài này được F.Muell. ex Benth. mô tả khoa học đầu tiên năm 1867.